# Universitat d'Ohio
La Universitat d'Ohio, Ohio University en anglès i abreujada OU, és un centre d'educació superior fundat el 1804 a Athens (Ohio). La universitat està classificada com de primer nivell dins els rànquings estatunidencs i destaca per la seva facultat de periodisme, entre d'altres.
Alguns dels seus exalumnes més notables són:
- Samuel S. Cox, ambaixador
- John Kaplan, periodista
- Richard Dean Anderson, actor
- Clarence Page, periodista
- Jay Mariotti, periodista
- Edward J. Roye, president de Libèria
- Paul Newman, actor
- Venkatraman Ramakrishnan, químic guardonat amb un Nobel
- Jessica González Herrera, política catalana.